# Тимирязево (Пензенская область)
Тимирязево — село в Башмаковском районе Пензенской области России. Административный центр Троицкого сельсовета.

## География
Расположено в 14 км к северо-западу от районного центра посёлка Башмаково.

## Население
| 1930 | 1959 | 1979  | 1989  | 1996  | 2002  | 2010  |
| ---- | ---- | ----- | ----- | ----- | ----- | ----- |
| 208  | ↗921 | ↗1033 | ↗1139 | ↗1233 | ↘1070 | ↘1039 |

## История
Основано в 1920-е годы как посёлок совхоза имени Тимирязева, с 1980-х годов его центральная усадьба.